# Извора (хижа)
Хижа Извора се намира в планината Славянка (Алиботуш) в местността Извора. Разположена е на около 700 м н.в., на 6 км югоизточно от село Петрово по асфалтовия път към село Голешово, област Благоевград.
В близкото минало хижата е била гранична застава. Околността и прилежащия район на планината Алиботуш са влизали в граничната зона с Република Гърция, и са били недостъпни за туристи. Днес хижа Извора заедно с разположената на изток от Парилската седловина хижа Славянка са основните места за отсядане на посетителите на девствената гранична планина Алиботуш.
Хижата представлява масивна двуетажна постройка. Водоснабдена е и електрифицирана. Разполага с около 40 места, разпределени в стаи с 2, 3 и повече легла, със собствени санитарни възли.

## Туристически маршрути
- На 15 мин. от хижата се намира „Извора“ – карстов извор с дебит до 1200 литра/сек, който дава началото на Петровска река. Предполага се, че водите му идат от карстовите формации на планината Алиботуш.

- до Гоцев връх. На 3.5 км източно от хижата по асфалтовото шосе към с. Голешово, при около 1000 м н.в. започва маркирана в синьо пътека за местността Ливада (Марина поляна, 1700 м н.в.) и Гоцев връх. До Ливада (2:00 часа) се върви по коларски път, след това по добре очертана пътека през вековната черномурова гора, през стръмните източни склонове на връх Шабран и местността Сухото езеро западно от Гоцев връх до първенеца на Алиботуш (1:30 часа от Ливада).

- до село Голешово, намира се на около 8 километра от хижата.

- до хижа Славянка – 15.5 км. Върви се по асфалтирано шосе до с. Голешово и по черния път за село Парил през Парилската седловина. Хижа Славянка се намира на около 1 км след седловината в посока село Парил, непосредствено вляво от пътя към долината.

- до село Парил през Голешово и Парилската седловина. Намира се на 18.5 километра от хижа Извора и следва традиционния път между селата Петрово, Голешово и Парил (описан в горния маршрут).

- до връх Егюптин (Гуптин). В близост до хижата, зад някогашния граничен кльон, се виждат руините на работилници към изоставената мраморна кариера. Самите кариери се намират на няколко километра западно от хижата, в местността Червенковица. Дотам води камионен път в добро състояние. Изкачването става по рид, който се отделя от главното било на около един километър южно от Егюптин, по немаркирани черни пътища.